# Tetrapharmacum
Een tetrapharmacum (Grieks: τετραφάρμακος, tetrapharmakos) was een oud-Grieks farmaceutisch gerecht bestaande uit een mengsel van was, dennenhars, pek en dierlijk vet.
Het woord tetrapharmakos werd metaforisch gebruikt door epicuristen en refereerde naar de vier Κύριαι Δόξαι ("belangrijkste doctrines") of geneesmiddelen voor het genezen van de ziel.
Het tetrapharmacum was een ingewikkeld en duur gerecht in de Romeinse keizerlijke keuken. Het bevatte namelijk onder meer fazant, wild zwijn en een uier van een zeug. De enige overgebleven bron van informatie over het tetrafarmacum is de Historio Augusta, waarin het driemaal wordt vermeld. Alle drie vermeldingen worden toegeschreven aan de nu verloren gegane biografie van Hadrianus door Marius Maximus. Volgens deze bron zou Caesar Lucius Aelius het gerecht hebben uitgevonden.